# Karate (группа)
Karate — американская рок-группа, играющая в жанрах пост-рока и джаз-фьюжн. Группа образовалась в 1993 году в Бостоне.

## История
Группу Karate основали Геофф Фарина, Имон Витт и Гевин Маккарти, в 1995 году к ним присоединился Джефф Годдард в качестве бас-гитариста, а Имон Витт стал играть на второй гитаре. В 1997 году Витт покинул коллектив, чтобы продолжить медицинскую карьеру. В июле 2005 года Karate распались по причине того, что Фарина был больше не в состоянии терпеть шум на сцене из-за проблем со слухом. За 12 лет они успели выпустить шесть студийных альбомов и провести почти 700 концертов, получив широкую известность в узких кругах. Последнее выступление было сыграно 10 июля 2005 года в Риме. В 2007 году бывшие участники группы решили выпустить концертный альбом, который получил название «595», из-за того, что на записи их пятьсот девяносто пятый концерт. Выступление было записано во время гастролей в поддержку альбома «Some Boots» 5 мая 2003 года в городе Лёвен, Бельгия.

## Состав
- Геофф Фарина — вокал, гитара (1993—2005)
- Имон Витт — гитара (1993—1997)
- Гевин Маккарти — ударные (1993—2005)
- Джефф Годдард — бас-гитара (1995—2005)

## Дискография

### Альбомы
- Karate LP/CD (1996, Southern Records 18534)
- In Place of Real Insight LP/CD (1997, Southern Records 18543)
- The Bed is in the Ocean LP/CD (1998, Southern Records 18554)
- Unsolved CD/2xLP (Октябрь 2000/Март 2011, Southern Records 18584)
- Some Boots LP/CD (Октябрь 2002, Southern Records 18599)
- Pockets CD/LP (Август 2004, Southern Records 28114)
- 595 CD/2xLP (Октябрь 2007, Southern Records)

### EP
- Death Kit/Nerve 7" сингл (1994, The Self Starter Foundation PSP1)
- Karate/The Lune сплит 7" с The Lune (1995, Lonesone Pine Records LPR1)
- The Crownhate Ruin/Karate сплит 7" с The Crownhate Ruin (1995, Art Monk Construction ART11)
- Operation: Sand/Empty There (1998, Southern Records 18553)
- Cancel/Sing EP CD (2002, Southern Records 18594)
- Concerto al Barchessone Vecchio EP (2003, Fooltribe FT02)
- In the Fishtank 12 EP (Февраль 2005, Konkurrent Records — Нидерланды)

## Связанные проекты
- Apology — Джефф Годдард
- Jones Very — Джефф Годдард
- The Lune — Джефф Годдард
- The Secret Stars — Геофф Фарина
- Ardecore — Геофф Фарина
- Glorytellers — Геофф Фарина
- Geoff Farina & Chris Brokaw